# Anonyma Narkomaner

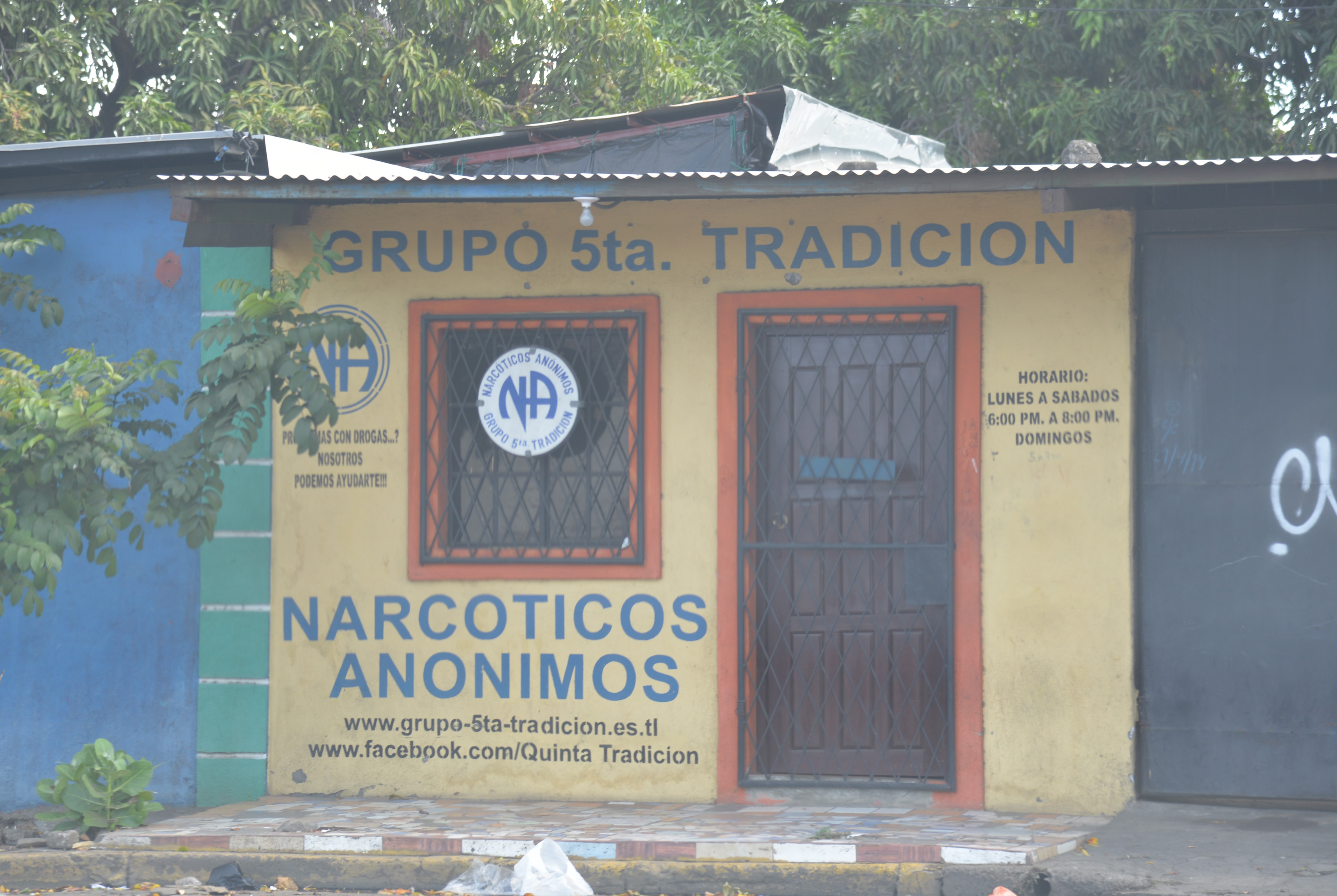
Anonyma Narkomaner i Managua, Nicaragua

Anonyma Narkomaner (NA) beskriver sig som en "ideell gemenskap eller förening av män och kvinnor för vilka droger hade blivit ett stort problem". Anonyma Narkomaner använder en traditionell tolvstegsmodell som har expanderats och utvecklats för personer med drogberoende och är den näst största tolvstegsorganisationen i världen. I maj 2014 fanns drygt 63.000 NA-möten i 132 länder. År 2017 genomfördes över 400 NA-möten varje vecka i Sverige.

## Anonyma Narkomaners Program

### Medlemskap och organisation
I den tredje traditionen i NA står det att det enda kravet för medlemskap är "en önskan att sluta använda". NA säger att dess möten är en plats där medlemmar "träffas regelbundet för att hjälpa varandra för att förbli drogfria". Medlemskap i NA är helt frivilligt, och det finns inga måsten eller kostnader.